# BBC Sessions (album Rory’ego Gallaghera)
BBC Sessions – solowy album koncertowy irlandzkiego gitarzysty Rory’ego Gallaghera, wydany pośmiertnie w 1999 roku. Utwory zostały nagrane podczas występów dla BBC.

## Lista utworów
Poza oznaczonymi, wszystkie utwory napisane przez Gallaghera.

### Na żywo
1. „Calling Card” – 8:25
2. „What In The World” – 9:17
3. „Jacknife Beat” – 8:59
4. „Country Mile” – 3:17
5. „Got My Mojo Working” – 5:17 (Preston Fuller)
6. „Garbage Man”  5:54 (Willie Hammond)
7. „Roberta” – 2:37
8. „Used To Be” – 4:59
9. „I Take What I Want” – 6:57 (Porter/Hodges/Hayes)
10. „Cruise On Out” – 5:48

### W studio
1. „Race The Breeze” – 6:53
2. „Hands Off” – 4:58
3. „Creast Of A Wave” – 3:57
4. „Feel So Bad” – 4:58 (Willis)
5. „For The Last Time” – 4:13
6. „It Takes Time” – 4:28
7. „Seventh Son Of A Seventh Son” – 7:59
8. „Daughter Of The Everglades” – 6:12
9. „They Don't Make Them Like You” – 3:58
10. „Tore Down” – 5:14 (Sonny Thompson)
11. „When My Baby She Left Me” – 5:00 (John Lee Williamson)
12. „Hoodoo Man” – 7:23